# هایک سارگسیان (فیزیک‌دان)
هایک آرایی سارگسیان (ارمنی: Հայկ Արայի Սարգսյան؛  زادهٔ ۲ ژوئن ۱۹۷۲) یک فیزیکدان اهل ارمنستان است.

## زندگی‌نامه
در ۲ ژوئن ۱۹۷۲ در ایروان به دنیا آمد و از دانشگاه دولتی ایروان فارغ‌التحصیل شد. وی در دانشگاه دولتی ایروان و دانشگاه ملی پلی‌تکنیک ارمنستان فعالیت کرده است. وی همچنین برنده دانشمند شایسته جمهوری ارمنستان (۲۰۲۲)، جایزه دولتی جمهوری ارمنستان و جایزه رئیس‌جمهور جمهوری ارمنستان (جایزه پوغوسیان) شده است.

## یادداشت
1. ↑  ֆիզիկամաթեմատիկական գիտությունների դոկտոր